# Nephrotoma perhorrida
Nephrotoma perhorrida is een tweevleugelige uit de familie langpootmuggen (Tipulidae). De soort komt voor in het Oriëntaals gebied.